# Newtons anden lov
Newtons 2. lov er den anden af Newtons love, opstillet af Sir Isaac Newton. De tre love opstiller sammenhængen mellem kraft, masse og acceleration. Lov nummer to kan formuleres i ord på følgende to måder:
1. "Den resulterende kraft på et legeme med massen m, som har accelerationen a, findes som produktet af legemets masse og legemets acceleration hvor den resulterende kraft og accelerationen har samme retning."
Eller
2. "En resulterende kraft er lig ændringen i et legemes impuls"
Man kan matematisk set udtrykke den første formulering på følgende måde:
{\displaystyle {\vec {F}}=m{\vec {a}}}
Man kan matematisk set udtrykke den anden formulering på følgende måde:
{\displaystyle {\vec {F}}={d{\vec {p}} \over dt}}
Den resulterende kraft er summen af alle kræfter der virker på legemet. Hvis en bil skubbes fra øst, syd og vest af tre lige stærke personer, leveres den resulterende kraft udelukkende fra personen i syd, da de to fra øst og vest ophæver hinandens bidrag.
Ud fra den første formulering af Newtons anden lov kan vi se at der er en sammenhæng mellem årsagen, altså kraften som påvirker vores objekt og den virkning som dette har, altså den acceleration som at objektet får tilført.
De to udtryk for kraft kan udledes fra hinanden, hvis der anvendes, at impuls er givet ved masse gange hastighed:
{\displaystyle {\vec {p}}=m{\vec {v}}}
Kraft er da givet ved:
{\displaystyle {\vec {F}}={d{\vec {p}} \over dt}={m{d{\vec {v}} \over dt}}=m{\vec {a}}}
Den sidste omskrivning laves ud fra definitionen på acceleration som værende ændring i hastighed over tid.